# Station La Varenne - Chennevières
La Varenne - Chennevières is een spoorwegstation gelegen in de Franse gemeente Saint-Maur-des-Fossés en het departement van Val-de-Marne

## Geschiedenis
La Varenne - Chennevières is geopend in 1859 als station La Varenne. Later werd de naam veranderd in Saint-Maur. Op 14 december 1969 werd het pas onderdeel van RER

## Het station
Het station is onderdeel van het RER-netwerk (Lijn A) en is eigendom van het Parijse vervoersbedrijf RATP. Voor Passe Navigo gebruikers ligt het station in zone 3 en het ligt aan RER-tak A2 tussen Val de Fontenay en Boissy-Saint-Léger

## Overstapmogelijkheid
Er is een overstap mogelijk tussen RER en een aantal buslijnen
- RATP
  - twee buslijnen

- CEAT
  - één buslijn

## Dichtstbijzijnde punten
- Museum Villa Médicis

## Vorig en volgend station
| Richting                         | Vorig station | Lijn  | Volgend station | Richting              |
| -------------------------------- | ------------- | ----- | --------------- | --------------------- |
| Station Saint-Germain-en-Laye A1 | Champigny     | RER A | Sucy-Bonneuil   | Boissy-Saint-Léger A2 |